# Aéroport de Paamiut
Pour les articles homonymes, voir JFR.
L'aérodrome de Paamiut (code IATA : JFR • code OACI : BGPT), anciennement Frederikshåb, est un aéroport situé à près de 2 km au nord-est de Paamiut, Sermersooq, Groenland. 

## Situation

### Carte des aéroports du Groenland
| \| 50 km1:7 213 000 \| Aasiaat · Paamiut · Nerlerit Inaat Ittoqqortoormiit Nuuk · Narsarsuaq Ilulissat · Upernavik Qaanaaq Kangerlussuaq · Maniitsoq Sisimiut Thulé Kulusuk |
| 50 km1:7 213 000 |

## Vols et destinations
| Compagnies    | Destinations     |
| ------------- | ---------------- |
| Air Greenland | Narsarsuaq, Nuuk |

Édité le 27/02/2017